# Сухомлин Олександр Васильович
Сухомлин Олександр Васильович (5 листопада 1900, с. Краснопілля, Чернігівська губернія, Російська імперія — 7 жовтня 1975, Москва, СРСР) — радянський воєначальник українського походження, генерал-лейтенант (1942).

## Біографія
Народився в селянській родині на Чернігівщині. Брат українського радянського політичного діяча К. В. Сухомлина. У 1909 році сім'я Сухомлинів переїхала в Забайкалля. Освіту здобув в залізничному училищі в Іркутську, у 1918 році вступив до РКП(б). 
Учасник Громадянської війни в Росії. Воював на Далекому Сході. Після війни закінчив курси «Постріл» (1922) і Військову академію імені М. В. Фрунзе (1927), командував батальйоном. 
У 1931 — 1933 роках працював на викладацькій роботі у Військовій академії імені Фрунзе, у 1933 — 1937 роках служив в Особливій Червонопрапорній Далекосхідній армії. Із 1937 по 1941 роки працював викладачем у Військовій академії Генерального штабу (у 1938 році її закінчив).

### Німецько-радянська війна
Із липня 1941 року — заступник начальника штабу Північно-Західного фронту. Із 16 вересня 1941 року — начальник штабу 54-ї армії, учасник оборони Ленінграда. Із 28 січня по 22 квітня 1942 року командував 8-ю армією. Із 22 квітня 1942 по 11 березня 1943 року — командувач 54-ї армії. З 11 березня по 1 липня 1943 року — помічник командувача Волховського фронту. Із 1 липня по 21 серпня 1943 року — начальник штабу 5-ї армії Західного фронту. Із 11 вересня 1943 по 20 січня 1944 року — командувач 10-ї гвардійської армії на Західному і 2-му Прибалтійському фронтах. Брав участь у взятті Смоленська. У січні 1944 року через невдалий наступ в напрямі Пскова був знятий з посади. 

### Після війни
Із 1944 по 1955 рік працював у Військовій академії імені Ворошилова. У 1955 — 1959 роках був військовим радником у Китаї. Із 1959 по 1963 рік працював у Військово-історичному управлінні Генерального штабу. Із 1963 року — у відставці. Помер і похований у Москві. 

## Військові звання
- Комбриг (1938)
- Генерал-майор (1940)
- Генерал-лейтенант (1942)

## Нагороди
Був нагороджений орденом Леніна (1945), п'ятьма орденами Червоного Прапора (1938, 1942, 1944, 1950, 1956), орденом Суворова 2-го ступеня (1943), медалями «XX років РСЧА» (1938), «За оборону Ленінграда», «За перемогу над Німеччиною», «30 років Радянської Армії і Військово-морського флоту» (1948), «40 років Радянській Армії і Військово-морському флоту» (1958), «50 років Збройним силам СРСР» (1958), «20 років перемоги у Великій Вітчизняній війні» (1965), польським орденом «Хрест Грюнвальда».